# 透明红天竺鲷
透明红天竺鲷（学名：Apogon coccineus），又稱小湊天竺鯛，俗名大目側仔，为輻鰭魚綱鈎頭魚目天竺鲷科天竺鯛屬的其中種。

## 分布
本魚分布于印度太平洋區，包括红海、東非、馬達加斯加、留尼旺、塞席爾群島、模里西斯、葛摩、馬爾地夫、聖誕島、印度、泰國、越南、日本、台湾、澳洲、薩摩亞群島、斐濟、夏威夷群島、法屬波里尼西亞等海域。该物种的模式产地在马萨瓦、红海。

## 深度
水深8至35公尺。

## 特徵
本魚體延長而側扁，眼大，口大略下位。魚體略透明呈淡紅色，側線明顯，尾鰭凹入，背鰭硬棘7枚；背鰭軟條9枚；臀鰭硬棘2枚；臀鰭軟條8枚，體長可達6公分。

## 生態
本魚棲息於岩礁區，白天躲藏於岩架下或岩洞中，夜間出來覓食，屬肉食性，以多毛類或其它底棲甲殼類為食。繁殖期時，雄魚具有口孵習性，卵約7日化成仔魚，由雄魚吐出，具短暫的仔魚飄浮期。

## 經濟利用
可做為觀賞魚。

## 扩展阅读
維基物種上的相關：透明红天竺鲷